# Gle Jeumuan
Gle Jeumuan är en kulle i Indonesien.   Den ligger i provinsen Aceh, i den västra delen av landet, 1 800 km nordväst om huvudstaden Jakarta. Toppen på Gle Jeumuan är 223 meter över havet, eller 54 meter över den omgivande terrängen. Bredden vid basen är 0,21 km.
Terrängen runt Gle Jeumuan är kuperad åt nordost, men åt sydväst är den platt. Terrängen runt Gle Jeumuan sluttar söderut. Runt Gle Jeumuan är det mycket glesbefolkat, med 7 invånare per kvadratkilometer. I omgivningarna runt Gle Jeumuan växer i huvudsak städsegrön lövskog.